# 冀州刺史部
冀州刺史部，是漢朝十三州刺史部之一，州治在高邑縣（今河北省柏鄉縣），桓、靈年間移治鄴縣（今河北省臨漳縣西南）。漢代州域範圍大致是今日的河北省西南部一帶。

## 名稱由來
「冀州」一詞的出現始於春秋以後，大體指陝西省與山西省南北向的黃河、山西省與河南省東西向的黃河、河北省與山東省東北向流入大海的黃河，被黃河三面所圍繞的大片區域。因為古代堯、舜帝王曾在此處立國建都，遂成中國之號。春秋戰國時期，百家爭鳴，著書立說，把禹時的九州冠以稱謂，冀州即其一。《尚書·禹貢》載：「冀州既載。」《周禮·職方》：「河內曰冀州。」《釋名》載：「冀州取地為名，有險易，帝王所都。」《太康地記》曰：「冀近其氣，相近也，其地自太行，東至碣石、王屋、底柱。」《呂氏春秋》云：「兩河之間為冀州，正北方。」《爾雅·釋地》云：「兩河間曰冀州。」

## 西漢冀州刺史部
西漢時，領趙國、魏郡、廣平郡、鉅鹿郡、信都郡、河間國、清河郡、真定國、常山郡、中山國10個郡國。

## 東漢冀州刺史部
東漢時，領魏郡、鉅鹿郡、常山國、中山國、安平國、河間國、清河國、趙國、勃海郡9個郡國。

## 冀州刺史
- 口林（汉宣帝地节年间）
- 张敞（汉宣帝甘露初年）
- 满宣（汉元帝时）
- 陈咸（汉成帝建始元年至二年、前32年—前31年）
- 朱博（汉成帝河平、阳朔年间）
- 孙宝（汉成帝鸿嘉年间）
- 萧育（汉成帝时）
- 毋将隆（汉成帝绥和元年、前8年）
- 范隆（汉成帝绥和二年任、前7年）
- 武襄（汉平帝元始四年任、4年）
- 龐萌（更始帝时）
- 窦融（汉光武帝建武十三年任、37年）
- 郅寿（汉明帝时，在任三年）
- 某况（汉章帝时）
- 应顺（汉和帝初）
- 左雄（汉安帝末至汉顺帝永建初）
- 冯直（汉顺帝初）
- 周举（汉顺帝阳嘉三年、134年）
- 苏章（汉顺帝时）
- 郭旻（汉顺帝时）
- 蔡衍（汉桓帝初）
- 朱穆（汉桓帝永兴元年、153年）
- 王纯（汉桓帝延熹四年卒、161年）
- 杨弼（汉桓帝、汉灵帝之际）
- 张方（汉灵帝初）
- 王考（汉灵帝建宁初年）
- 羊陟（汉灵帝熹平年间）
- 李邵（汉灵帝时）
- 皇甫嵩（汉灵帝中平二年、185年）
- 刘焉（汉灵帝中平年间）
- 公孙度（汉灵帝末）
- 王芬（汉灵帝末）
- 巫捷
- 贾琮（汉灵帝中平年间）
- 韩馥（汉献帝初平元年至二年、190年—191年）
- 严纲（公孙瓒所署）
- 袁绍（汉献帝初平二年至建安七年、191年—202年）
- 曹操（汉献帝建安九年至二十五年、204年—220年）
- 曹丕（汉献帝建安二十五年、220年）[1]

## 註解
1. ↑  九州即冀州、兗州、青州、徐州、揚州、荊州、豫州、幽州、雍州。
2. ↑   註:

### 出處
1. ↑  《禹貢㑹箋·卷一》蔡傳曰「冀州三面距河，兖河之西、雍河之東、豫河之北」箋按爾雅兩河間曰冀州，蓋言南河東河也，此言三面距河者，東河之西、南河之東、南河之北，其實一也，徐士彰曰「其在今日河流徐邳，而九河故地乃為漳衛入海之道」則冀之東北無復河水之繞，而所謂三面濱河者蓋舊跡也。
2. ↑  《漢書》：「河內曰冀州：其山曰霍，藪曰揚紆，川曰漳，浸曰汾、潞。」
3. ↑  顧炎武《日知錄‧惟彼陶唐有此冀方》：「古之天子常居冀州，後人因之遂以冀州為中國之號。」
4. ↑   參:

### 書籍
- 司馬遷，《史記》，維基文庫
- 班固，《漢書》，維基文庫
- 范曄，《後漢書》，維基文庫
- 司馬彪，《續漢志》，維基文庫
- 陳壽，《三國志》，維基文庫
- 吳增僅，《三國郡縣表》，上海：開明書局，1937
- 葛劍雄，《西漢人口地理》北京：人民出版社，1986年
- 周振鶴，《西漢政區地理》，北京：人民出版社，1987年
- 周振鶴，《漢書地理志匯釋》，安徽：安徽教育出版社，2006年
- 孔祥軍，《三國政區地理研究》，南京：南京大學歷史系，2007年
- 后曉榮，《秦代政區地理》，北京：社會科學文獻出版社，2009年

### 地圖
- 譚其驤，《中國歷史地圖集》，1991年，曉園出版社。ISBN：9571201987
- Google地圖